# Mariana Rodríguez del Toro
Mariana Rodríguez del Toro de Lazarín (Ciudad de México, c. 1775-, Ciudad de México, después de 1821) fue una novohispana de ideología liberal que luchó por la Independencia de México y conspiró junto con su esposo contra el gobierno virreinal.

## Biografía
Fue esposa de Manuel Lazarán, quien al igual que ella simpatizaba con la causa de los insurgentes. El 8 de abril de 1811 llegó a la Ciudad de México un mensajero de Félix María Calleja con la noticia de la captura de los líderes independentistas, quienes habían sido traicionados por el realista Ignacio Elizondo. El virrey Francisco Xavier Venegas dio a conocer la noticia a la población y celebró con júbilo el triunfo, a pesar de ser Semana Santa.
Los conspiradores con ideas afines a la Independencia solían reunirse en tertulias literarias, cuando se enteraron de la derrota y captura de sus líderes, concluyeron que el movimiento había sido aniquilado. Sin embargo Mariana Rodríguez del Toro, con optimismo los incitó:

«¿Qué sucede, señores?, ¿no hay otros hombres en América aparte de los generales que han caído prisioneros?»

«¡Libertar a los prisioneros: tomemos aquí al virrey, ahorquémoslo!»
Mariana Rodríguez del Toro.

Durante la tertulia, se acordó seguir con la idea de Mariana y se señaló la fecha para el ataque al virrey. Sin embargo, los planes de la conspiración fueron delatados por José María Gallardo, quien acudió a la iglesia de La Merced para confesarse con el padre Camargo. El cura violó el secreto de confesión y avisó al virrey del plan de los conspiradores.

## Honores y reconocimientos
- Su nombre quedó escrito en letras de oro en el Salón de Sesiones del Congreso.[3]
- Una calle en el barrio del Centro Histórico de la Ciudad de México lleva su nombre.
- Existe una escuela primaria en la Ciudad y Puerto de Veracruz, con su nombre.
- En la Cd. de Toluca hay una escuela primaria con su nombre.
- En la Ciudad de León, Guanajuato, en la Colonia Jardines de Oriente, está la Escuela Primaria Urbana "Mariana Rodríguez de Lazarín" del Turno Matutino.
- Su nombre está escrito con las heroínas de la Independencia, en la base de la estatua que representa la ley, de la Columna de la Independencia, ubicada en Paseo de la Reforma.